# 에어 포스 원

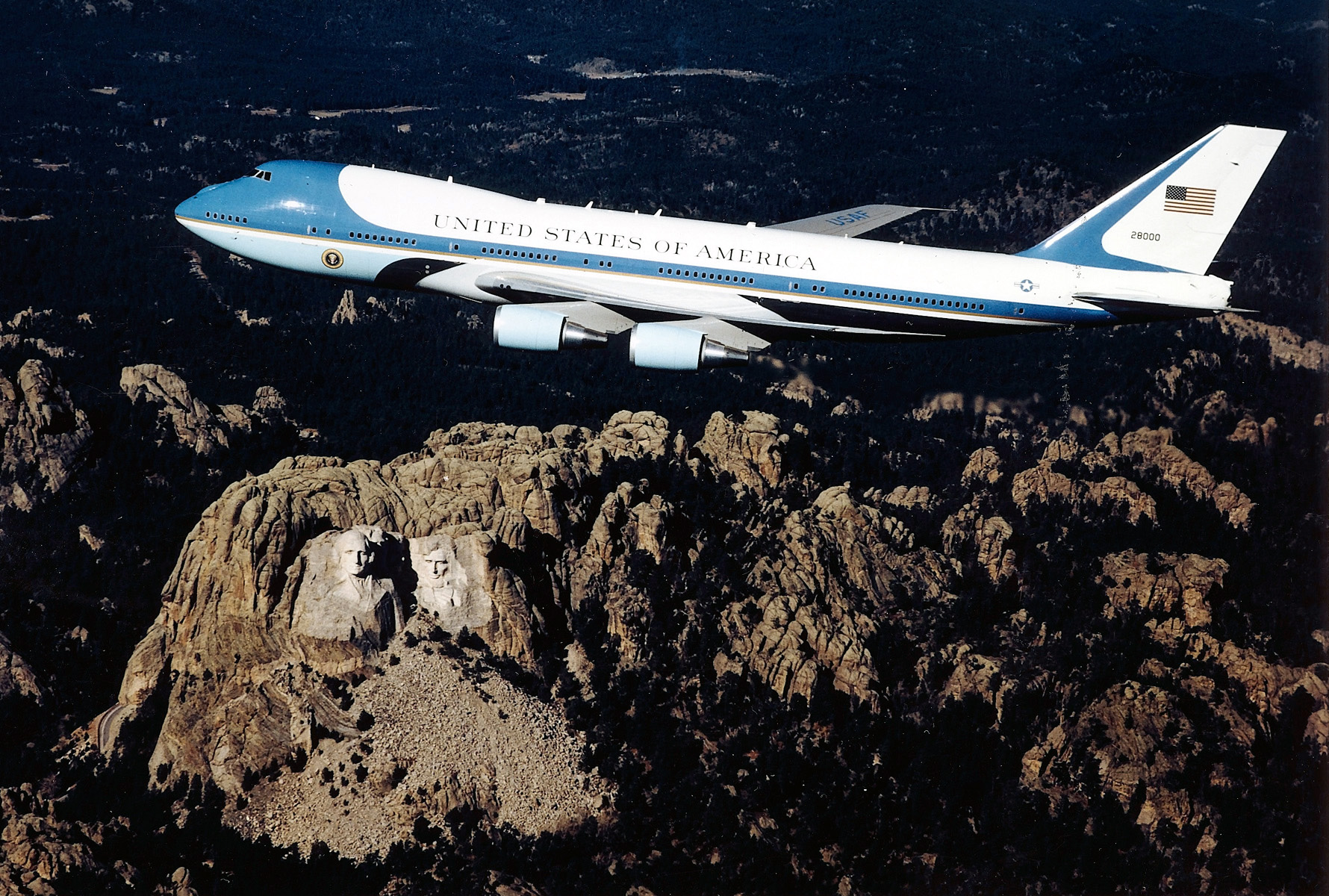
러시모어 산 위를 비행하는 VC-25

에어 포스 원(영어: Air Force One)은 미국의 항공 교통 관제 호출 부호(call sign)인데 미국의 대통령이 탑승하고 있는 미국 공군기라면 기종에 관계없이 부여된다.

## 개요
1990년부터 2대의 보잉 747-200B기종 비행기로 구성된 대통령 전용기 전단은 기체의 내외 기능을 크게 개선하여 미국 공군 식별 부호 VC-25A를 부여 받았다. 이 기체는 대통령이 탑승해 있을 때만 '에어 포스 원'이라는 호출 부호를 부여 받는다. 내부 공간은 360m2로 전화 87 대와 침실 6개 수술대가 있는 응급 수술실이 갖춰져 있다. 수 백 명의 식사가 저장돼 있고 공중에서 재 급유가 가능하기 때문에 1주일 이상 하늘에 떠 있을 수 있다. 이 전용기는 특히 한번 급유로 지구 반 바퀴를 비행할 수 있으며 2,700 킬로그램의 화물을 적재할 수 있다. 높이 19.3 미터에 길이 70 미터와 4개의 초강력 제트 엔진이 장착되어 있다.
일반적으로 미국의 대통령은 대통령 전용기에만 탑승하기 때문에, '에어 포스 원'이라는 명칭은 위에서 말한 2대의 보잉 V-C25A 기종을 가리키는 고유명사로 쓰이기도 한다. 이 VC-25A 기체들은 미국 공군에 의해 유지되며, 대통령을 위해서 만 사용된다. 또한 경호상의 이유로 대통령의 해외 순방시에는 디코이(미끼용)과 에어 포스 원 두 대가 항상 같이 움직이며, 대통령이 어디에 탑승했는지는 착륙 전까지 알 수 없다. 뿐 만 아니라 미국 대통령의 해외순방시에는 항상 수송기들이 따라다니는데 그 수송기들은 방탄 차량인 캐딜락 원과 전용 헬기인 마린원을 공수하는 용도이다. 에어 포스 원은 핵무기 폭발 충격에 견디도록 설계됐고 첨단 미사일 요격 시스템까지 장착하였다. 미 공군은 기존의 747-200B를 대체할 기종으로 향후 보잉 747-8s 두 대를 구매했지만, 비용상의 이유로 공중 급유 장치 등의 시스템은 제외되었다.

## 같이 보기
- VC-25 에어 포스 원
- C-32A 에어 포스 투 - 미국 부통령 전용 항공기
- 그라운드 포스 원 - 미국 대통령 전용 버스
- 미국 대통령 의전차량 - 미국 대통령 전용 자동차
- C-17 - 미국 대통령 해외순방시 비스트와 마린원을 수송하는 장거리 대형 전략 수송기
- 미국 대통령의 이동 수단